# Epitonium
Epitonium es un género de moluscos gasterópodos marinos. Se trata de pequeños caracoles marinos depredadores y ectoparásitos de anémonas. Epitonium es el género tipo de la familia Epitoniidae.

## Descripción del concha
Las conchas de los caracoles de la mayoría de las especies de este género tienen espiras altas y completamente blancas. Algunas especies presentan colores pardos en distintos grados, o tienen una franja marrón la plataforma de alguna de las vueltas. Las conchas suelen tener nervaduras verticales en forma de cuchilla, conocidas como costillas.

## Hábitos de vida
Estos caracoles son depredadores y/o ectoparásitos. Se alimentan insertando su probóscide y mordiendo pequeños trozos de tejido de una anémona. Algunas especies de Epitonium se alimentan de una sola especie de anémona de mar, es decir, son especies específicas en cuanto a sus presas.

## Especies

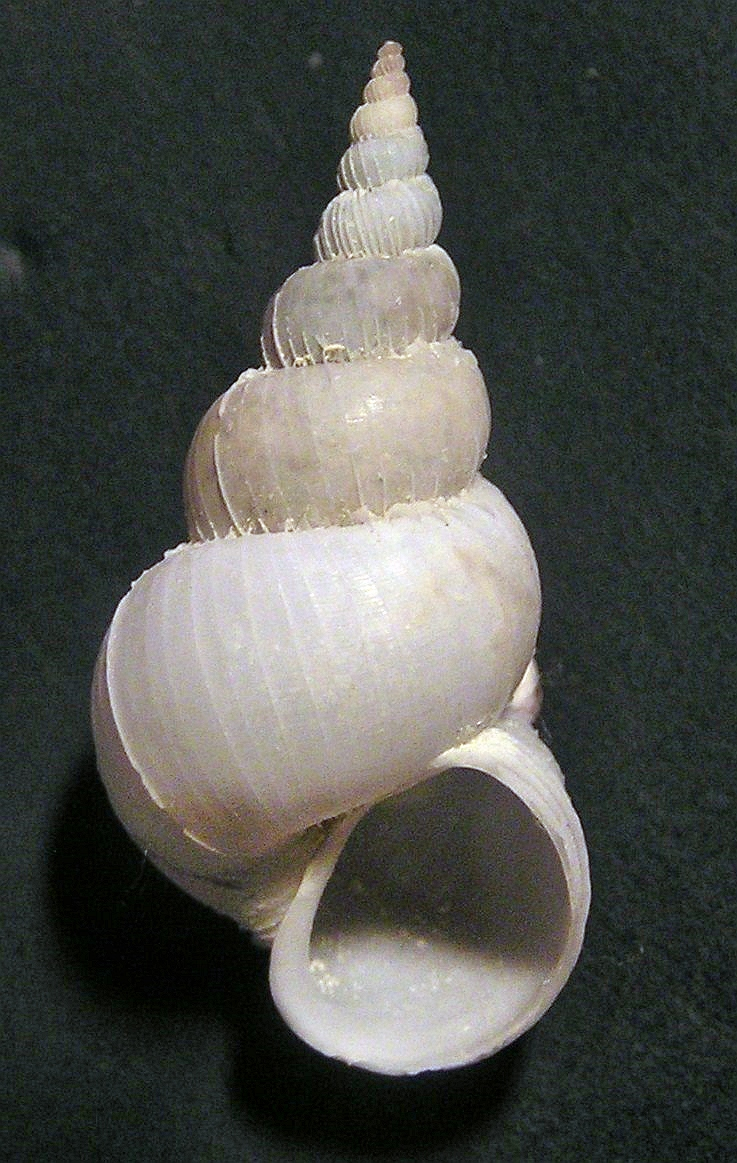
Epitonium irregulare

Numerosas especies son incluidas dentro del género Epitonium. A su vez, investigaciones recientes llevaron a que algunos malacólogos coloquen muchas especies de Epitonium en otros géneros. Por otra parte, muchas especies que pertenecían a subgéneros de Epitonium ahora están incluidas en Epitonium . Estos subgéneros se basaron en detalles de la ornamentación de la concha y no en análisis moleculares.
 